# Gran Premi de la Toscana del 2020
El Gran Premi de la Toscana de 2020, oficialment anomenat Formula 1 Pirelli Gran Premio Della Toscana Ferrari 1000 2020, és la novena prova de la temporada 2020 de Fórmula 1. Es disputa els dies 11, 12 i 13 de setembre al Circuit de Mugello, situat a Scarperia, a Itàlia.

## Prèvia
El Gran Premi de la Toscana del 2020 és el primer que es disputa amb aquest nom i també la primera prova del campionat del món que se celebra al circuit de Mugello, propietat de Ferrari. La seva disputa no estava prevista al calendari original de la temporada, però s'hi va afegir durant la reorganització provocada per la pandèmia de coronavirus. Es tracta de la primera vegada des del 2006 que Itàlia acull dues curses en una mateixa temporada.
Aquest Gran Premi és el número 1000 disputat per la Scuderia Ferrari en la seva història. Per aquest motiu, l'escuderia utilitza una decoració especial similar a la que va utilitzar al Gran Premi de Mònaco de 1950. A més, el cotxe de seguretat també utilitza una decoració de color vermell.
En aquest Gran Premi, i per primer cop en tota la temporada 2020, s'hi permet la presència d'espectadors: concretament, l'aforament és de 2.880 persones dividides en tres tribunes. Des del Gran Premi d'Àustria, a causa de la pandèmia per coronavirus, tots els esdeveniments havien estat a porta tancada.

## Resultats

### Primers entrenaments lliures
Resultats
| Pos. | No. | Pilot           | Constructor      | Millor temps | Diferència | Voltes |
| ---- | --- | --------------- | ---------------- | ------------ | ---------- | ------ |
| 1    | 77  | Valtteri Bottas | Mercedes         | 1.17.879     | —          | 33     |
| 2    | 33  | Max Verstappen  | Red Bull-Honda   | 1.17.927     | +0.048     | 32     |
| 3    | 16  | Charles Leclerc | Ferrari          | 1.18.116     | +0.307     | 27     |
| 4    | 44  | Lewis Hamilton  | Mercedes         | 1.18.409     | +0.530     | 28     |
| 5    | 10  | Pierre Gasly    | AlphaTauri-Honda | 1.18.676     | +0.797     | 30     |

Font: Fórmula 1.

### Segons entrenaments lliures
Resultats
| Pos. | No. | Pilot            | Constructor    | Millor temps | Diferència | Voltes |
| ---- | --- | ---------------- | -------------- | ------------ | ---------- | ------ |
| 1    | 77  | Valtteri Bottas  | Mercedes       | 1.16.989     | —          | 28     |
| 2    | 44  | Lewis Hamilton   | Mercedes       | 1.17.196     | +0.207     | 29     |
| 3    | 33  | Max Verstappen   | Red Bull-Honda | 1.17.235     | +0.246     | 25     |
| 4    | 23  | Alexander Albon  | Red Bull-Honda | 1.17.971     | +0.982     | 28     |
| 5    | 3   | Daniel Ricciardo | Renault        | 1.18.039     | +1.050     | 32     |

Font: Fórmula 1.

### Tercers entrenaments lliures
Resultats
| Pos. | No. | Pilot           | Constructor               | Millor temps | Diferència | Voltes |
| ---- | --- | --------------- | ------------------------- | ------------ | ---------- | ------ |
| 1    | 77  | Valtteri Bottas | Mercedes                  | 1.16.530     | —          | 17     |
| 2    | 33  | Max Verstappen  | Red Bull-Honda            | 1.16.547     | +0.017     | 10     |
| 3    | 44  | Lewis Hamilton  | Mercedes                  | 1.16.613     | +0.083     | 14     |
| 4    | 18  | Lance Stroll    | Racing Point-BWT Mercedes | 1.17.112     | +0.582     | 10     |
| 5    | 10  | Pierre Gasly    | AlphaTauri-Honda          | 1.17.226     | +0.696     | 14     |

Font: Fórmula 1.

### Qualificació
| Pos.                     | No. | Pilot              | Constructor               | Temps    | Temps    | Temps    | Graella |
| Pos.                     | No. | Pilot              | Constructor               | Q1       | Q2       | Q3       | Graella |
| ------------------------ | --- | ------------------ | ------------------------- | -------- | -------- | -------- | ------- |
| 1                        | 44  | Lewis Hamilton     | Mercedes                  | 1:15.778 | 1:15.309 | 1:15.144 | 1       |
| 2                        | 77  | Valtteri Bottas    | Mercedes                  | 1:15.749 | 1:15.322 | 1:15.203 | 2       |
| 3                        | 33  | Max Verstappen     | Red Bull Racing-Honda     | 1:16.335 | 1:15.471 | 1:15.509 | 3       |
| 4                        | 23  | Alexander Albon    | Red Bull Racing-Honda     | 1:16.527 | 1:15.914 | 1:15.954 | 4       |
| 5                        | 16  | Charles Leclerc    | Ferrari                   | 1:16.698 | 1:16.324 | 1:16.270 | 5       |
| 6                        | 11  | Sergio Pérez       | Racing Point-BWT Mercedes | 1:16.596 | 1:16.489 | 1:16.311 | 71      |
| 7                        | 18  | Lance Stroll       | Racing Point-BWT Mercedes | 1:16.701 | 1:16.271 | 1:16.356 | 6       |
| 8                        | 3   | Daniel Ricciardo   | Renault                   | 1:16.981 | 1:16.243 | 1:16.543 | 8       |
| 9                        | 55  | Carlos Sainz       | McLaren-Renault           | 1:16.993 | 1:16.522 | 1:17.870 | 9       |
| 10                       | 31  | Esteban Ocon       | Renault                   | 1:16.825 | 1:16.297 | -        | 10      |
| 11                       | 4   | Lando Norris       | McLaren-Renault           | 1:16.895 | 1:16.640 | N/A      | 11      |
| 12                       | 26  | Daniil Kvyat       | AlphaTauri-Honda          | 1:16.928 | 1:16.854 | N/A      | 12      |
| 13                       | 7   | Kimi Räikkönen     | Alfa Romeo Racing-Ferrari | 1:17.059 | 1:16.854 | N/A      | 13      |
| 14                       | 5   | Sebastian Vettel   | Ferrari                   | 1:17.092 | 1:16.858 | N/A      | 14      |
| 15                       | 8   | Romain Grosjean    | Haas-Ferrari              | 1:17.069 | 1:17.254 | N/A      | 15      |
| 16                       | 10  | Pierre Gasly       | AlphaTauri-Honda          | 1:17.125 | N/A      | N/A      | 16      |
| 17                       | 99  | Antonio Giovinazzi | Alfa Romeo Racing-Ferrari | 1:17.220 | N/A      | N/A      | 17      |
| 18                       | 63  | George Russell     | Williams-Mercedes         | 1:17.232 | N/A      | N/A      | 18      |
| 19                       | 6   | Nicholas Latifi    | Williams-Mercedes         | 1:17.320 | N/A      | N/A      | 19      |
| 20                       | 20  | Kevin Magnussen    | Haas-Ferrari              | 1:17.348 | N/A      | N/A      | 20      |
| Temps del 107%: 1:19.704 |     |                    |                           |          |          |          |         |
| Font:                    |     |                    |                           |          |          |          |         |

### Cursa
| Pos.                                                          | No. | Pilot              | Constructor               | Voltes | Temps       | Graella | Punts |
| ------------------------------------------------------------- | --- | ------------------ | ------------------------- | ------ | ----------- | ------- | ----- |
| 1                                                             | 44  | Lewis Hamilton     | Mercedes                  | 59     | 2:19:35.060 | 1       | 262   |
| 2                                                             | 77  | Valtteri Bottas    | Mercedes                  | 59     | +4.880      | 2       | 18    |
| 3                                                             | 23  | Alexander Albon    | Red Bull-Honda            | 59     | +8.064      | 4       | 15    |
| 4                                                             | 3   | Daniel Ricciardo   | Renault                   | 59     | +10.417     | 8       | 12    |
| 5                                                             | 11  | Sergio Pérez       | Racing Point-BWT Mercedes | 59     | +15.650     | 7       | 10    |
| 6                                                             | 4   | Lando Norris       | McLaren-Renault           | 59     | +18.883     | 11      | 8     |
| 7                                                             | 26  | Daniil Kvyat       | AlphaTauri-Honda          | 59     | +21.756     | 12      | 6     |
| 8                                                             | 16  | Charles Leclerc    | Ferrari                   | 59     | +28.345     | 5       | 4     |
| 9                                                             | 7   | Kimi Räikkönen     | Alfa Romeo-Ferrari        | 59     | +29.770     | 13      | 2     |
| 10                                                            | 5   | Sebastian Vettel   | Ferrari                   | 59     | +29.983     | 14      | 1     |
| 11                                                            | 63  | George Russell     | Williams-Mercedes         | 59     | +32.404     | 18      |       |
| 12                                                            | 8   | Romain Grosjean    | Haas-Ferrari              | 59     | +42.036     | 15      |       |
| Ret                                                           | 18  | Lance Stroll       | Racing Point-BWT Mercedes | 42     | Accident    | 6       |       |
| Ret                                                           | 31  | Esteban Ocon       | Renault                   | 9      | Frens       | 10      |       |
| Ret                                                           | 55  | Carlos Sainz Jr.   | McLaren-Renault           | 6      | Col·lisió   | 9       |       |
| Ret                                                           | 99  | Antonio Giovinazzi | Alfa Romeo-Ferrari        | 6      | Col·lisió   | 17      |       |
| Ret                                                           | 6   | Nicholas Latifi    | Williams-Mercedes         | 6      | Col·lisió   | 19      |       |
| Ret                                                           | 20  | Kevin Magnussen    | Haas-Ferrari              | 6      | Col·lisió   | 20      |       |
| Ret                                                           | 33  | Max Verstappen     | Red Bull-Honda            | 0      | Col·lisió   | 3       |       |
| Ret                                                           | 10  | Pierre Gasly       | AlphaTauri-Honda          | 0      | Col·lisió   | 16      |       |
| Volta ràpida: Lewis Hamilton (Mercedes) - 1:18.833 (volta 58) |     |                    |                           |        |             |         |       |
| Font:                                                         |     |                    |                           |        |             |         |       |

## Classificació del campionat després de la cursa
| Pos.  | Pilot           | Punts |
| ----- | --------------- | ----- |
| 1     | Lewis Hamilton  | 190   |
| 2     | Valtteri Bottas | 135   |
| 3     | Max Verstappen  | 110   |
| 4     | Lando Norris    | 65    |
| 5     | Alexander Albon | 63    |
| Font: |                 |       |

| Pos.  | Constructor               | Punts |
| ----- | ------------------------- | ----- |
| 1     | Mercedes                  | 325   |
| 2     | Red Bull Racing-Honda     | 173   |
| 3     | McLaren-Renault           | 106   |
| 4     | Racing Point-BWT Mercedes | 92    |
| 5     | Renault                   | 83    |
| Font: |                           |       |

- Nota: Només s'inclouen les cinc primeres posicions en les dues classificacions.

Notes
- ^1 Sergio Pérez va rebre una sanció d'un lloc a la graella de sortida per provocar un accident amb Kimi Räikkönen durant els segons entrenaments lliures.[11]
- ^2  Inclou un punt addicional per la volta ràpida.